# Дайч, Шон
Шон Марк Дайч (англ. Sean Mark Dyche; род. 28 июня 1971, Кеттеринг) — английский футболист и футбольный тренер. Выступал на профессиональном уровне с 1990 по 2007 год. Большую часть карьеры провёл в «Честерфилде», был капитаном команды. После играл в «Бристоль Сити», «Лутон Таун», «Миллуолле», «Уотфорде» и «Нортгемптон Таун». Тренерскую карьеру начал в «Уотфорде», в котором работал с июня 2011 по июль 2012 года. С октября 2012 по апрель 2022 года был главным тренером клуба «Бернли». С января 2023 года по январь 2025 года являлся главным тренером клуба «Эвертон».

## Карьера игрока
Дайч начинал в молодёжной команде «Ноттингем Форест» в конце 1980-х. Развитию карьеры сильно помешал полученный в самом её начале перелом ноги. Дайч так и не сыграл за «Ноттингем Форест» и перешёл в «Честерфилд».
Именно в «Честерфилде» Дайч дебютировал на профессиональном уровне. Всего он проведёт в клубе семь лет, станет капитаном, с командой выиграет плей-офф Третьей лиги в 1995 году и дойдёт до полуфинала Кубка Англии в 1997, где, несмотря на гол Дайча, «Честерфилд» уступит «Мидлсборо» (3:3 по итогам первого матча, поражение 0:3 в переигровке).
В 1997 году Дайч перешёл в «Бристоль Сити» и в первом же сезоне помог команде выйти в Первый дивизион. Большую часть следующего сезон Дайч провёл в «Лутон Таун» на правах аренды, в конце чемпионата перешёл в «Миллуолл». С «Миллуолом» в очередной раз сумел перейти из Второго дивизиона в Первый, а в следующем сезоне был близок к выходу в Премьер-лигу — в плей-офф «Миллуол» уступил «Бирмингем Сити».
После ухода из «Миллуола» Дайч три года играл в «Уотфорде» (в сезоне 2004/05 был капитаном), затем выступал за «Нортгемптон Таун». В 2007 году после смены тренера потерял место в составе, а по окончании сезона покинул клуб и завершил карьеру.

## Карьера тренера

### «Уотфорд»
После завершения карьеры вернулся в «Уотфорд» в качестве тренера молодёжной команды. После назначения в 2009 году Малки Макая главным тренером Дайч получил должность его ассистента. Через два года Макай покинул «Уотфорд», чтобы возглавить «Кардифф Сити», и Дайч занял его место.
«Уотфорд» закончил следующий сезон на 11 месте в Чемпионшипе с 64 очками в активе — лучший результат с сезона 2007/08 и лучший, чем в любой из сезонов под управлением Макая. Несмотря на это, после смены владельца клуба Дайч был уволен, его преемником стал Джанфранко Дзола.

### «Бернли»

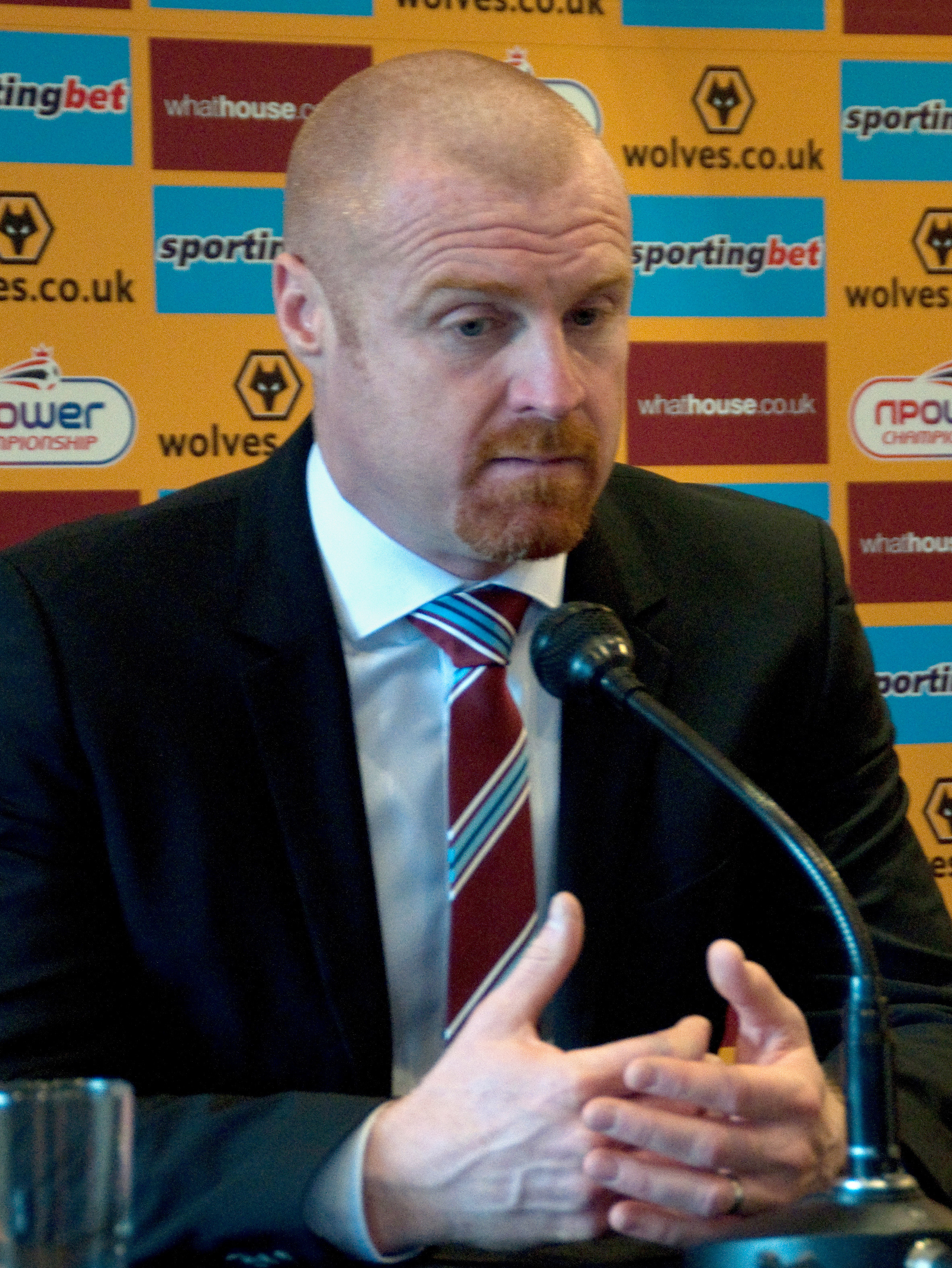
Шон Дайч в качестве главного тренера «Бернли»

В сентябре 2012 года Дайч вошёл в штаб сборной Англии до 21 года, однако уже 30 октября 2012 года был назначен главным тренером клуба Чемпионшипа «Бернли». При Дайче «Бернли» показал лучший старт в истории, в сентябре 2013 года он был назван Тренером месяца в Чемпионшипе. В этом сезоне были побиты многие рекорды клуба, а домашняя победа 2:0 над «Уиганом» 21 апреля 2014 года вывела клуб в Премьер-лигу впервые с 2010 года. После года, проведённого в высшем дивизионе, команда на один сезон оказалась в Чемпионшипе, но сумела вернуться в Премьер-лигу в 2016 году, став победителем турнира.
В сезоне 2016/17 «Бернли» под руководством Дайча занял 16 место в Премьер-лиге, которое позволило клубу сохранить прописку в высшем дивизионе английского футбола. Следующий сезон стал для «Бернли» наиболее удачным с 1970-х годов: команда заняла 7 место в чемпионате Англии, которое позволило клубу выступить на следующий сезон в Лиге Европы (до этого в еврокубках «Бернли» не выступал 52 года). В сезоне 2018/19 под руководством Дайча «Бернли» финишировал на 15 месте в Премьер-лиге, в сезоне 2019/20 — на 10 месте. Сезон 2020/21 стал наименее успешным для клуба за последние годы: «Бернли» занял спасительную семнадцатую позицию в чемпионате Англии, хотя отрыв от зоны вылета был достаточно внушительным и составил 11 очков.
Закончилась эпоха Дайча в «Бернли» в следующем сезоне: 15 апреля 2022 года было объявлено об увольнении тренера из-за неудовлетворительных результатов. Это произошло за 8 туров до конца чемпионата, когда «Бернли» шёл в зоне вылета, отставая от спасительного 17 места на 4 очка. Дайч провёл в «Бернли» почти десять лет. Несмотря на краткосрочное улучшение результатов «Бернли» после увольнения Дайча (команда взяла 10 очков в первых четырёх играх после увольнения), спасти место в Премьер-лиге «кларетовым» всё-таки не удалось.

### «Эвертон»
30 января 2023 года возглавил футбольный клуб «Эвертон», с которым подписал контракт на 2,5 года. На момент назначения Дайча клуб находился на предпоследнем 19 месте турнирной таблицы Премьер-лиги с 15 набранными очками после 20 сыгранных матчей. 4 февраля 2023 года состоялся дебютный матч Дайча в «Эвертоне», в котором ливерпульская команда сумела обыграть лидировавший на тот момент в чемпионате «Арсенал» со счётом 1:0. 28 мая 2023 года после победы над «Борнмутом» со счётом 1:0 «Эвертон» под руководством Дайча сумел обеспечить себе место в АПЛ на сезон 2023/24. Всего в дебютном сезоне Дайча его новая команда в 18 матчах набрала 21 очко, выиграв пять матчей, шесть сведя к ничейному результату и ещё семь проиграв.
В следующем сезоне «Эвертон» под руководством Дайча столкнулся с новыми трудностями: Премьер-лига дважды обвиняла клуб в нарушении правил прибыльности и устойчивого развития, результатом чего стало снятие с «Эвертона» в сумме восьми очков в чемпионате Англии. Тем не менее результаты команды в новом сезоне в сравнении с двумя предыдущими стали значительно лучше, благодаря чему 27 апреля 2024 года «Эвертон» после серии из трёх побед подряд над «Ноттингем Форест», «Ливерпулем» (первая домашняя победа в мерсисайдском дерби для «Эвертона» с 2010 года) и «Брентфордом» обеспечил себе место в Премьер-лиге на следующий сезон за 3 тура до конца чемпионата. Комментируя этот результат, Дайч заявил, что из-за всех трудностей, которые пришлось преодолеть ему и клубу в целом, он считает этот сезон наиболее успешным в своей тренерской карьере. В итоге в сезоне 2023/24 клуб под руководством Дайча занял 15 место. При этом без снятия очков команда бы финишировала на 12 позиции.
9 января 2025 года «Эвертон» официально объявил об увольнении Дайча с поста главного тренера. После 19 матчей сезона 2024/25 «Эвертон» заработал лишь 17 очков и занимал 16 место в турнирной таблице Премьер-лиги, находясь в одном очке от зоны вылета.

## Личная жизнь
Шон Дайч родился и вырос в городе Кеттеринге. Отец был консультантом по менеджменту в компании British Steel. У Шона два брата. У Дайча и его жены Джейн двое детей. Сын Шона Макс также является профессиональным футболистом, выступает за футбольный клуб «Нортгемптон Таун». В юности Дайч был болельщиком «Ливерпуля».

## Статистика тренера
| Клуб    | Страна | Начало работы   | Завершение работы | Показатели | Показатели | Показатели | Показатели | Показатели | Показатели | Показатели | Показатели |
| Клуб    | Страна | Начало работы   | Завершение работы | М          | В          | Н          | П          | МЗ         | МП         | РМ         | %          |
| ------- | ------ | --------------- | ----------------- | ---------- | ---------- | ---------- | ---------- | ---------- | ---------- | ---------- | ---------- |
| Уотфорд | Англия | 22 июня 2011    | 3 июля 2012       | 49         | 17         | 17         | 15         | 61         | 68         | −7         | 034,69     |
| Бернли  | Англия | 30 октября 2012 | 15 апреля 2022    | 425        | 149        | 118        | 158        | 482        | 524        | −42        | 035,06     |
| Эвертон | Англия | 30 января 2023  | 9 января 2025     | 84         | 26         | 26         | 32         | 88         | 111        | −23        | 030,95     |
| Всего   | Всего  | Всего           | Всего             | 558        | 192        | 161        | 205        | 631        | 703        | −72        | 034,41     |

## Достижения

### В качестве игрока
«Миллуолл»
- Победитель Второго дивизиона Футбольной лиги: 2000/01

### В качестве главного тренера
«Бернли»
- Победитель Чемпионшипа Футбольной лиги Англии: 2015/16
- Серебряный призёр Чемпионшипа Футбольной лиги Англии: 2013/14

### Личные достижения
- Тренер месяца английской Премьер-лиги (3): март 2018, февраль 2020, апрель 2024
- Тренер месяца Чемпионшипа Английской футбольной лиги (4): сентябрь 2013, октябрь 2013, апрель 2014, февраль 2016